# TOHOSHINKI LIVE TOUR 2017 ~Begin Again~
《TOHOSHINKI LIVE TOUR 2017 ~Begin Again~》은 그룹 동방신기의 세 번째 일본 돔 투어이자 9번째 일본 전국 콘서트 투어이다.

## 개요
동방신기는 멤버 최강창민의 전역 3일 뒤인 2017년 8월 21일, 도쿄 롯폰스 힐스에서 열린 기자회견에서 복귀기념 콜렉션 앨범 〈FINE COLLECTION ~Begin Again~〉 발매와 함께 세 번째 일본 5대 돔 투어 개최를 선언했다. 2년여 간의 공백에도 불구하고 현지 팬들의 호응이 〈TOHOSHINKI LIVE TOUR 2015 ~WITH~〉 당시만큼 좋아 쿄세라 돔 오사카 3회 분량의 공연 일정이 추가됨으로써 동방신기는 해외 아티스트 중 최초로 5년 연속으로 도쿄 돔 무대에 오르는 위업을 달성하게 되었다.

## SPECIAL EDITION In NISSAN STADIUM
동방신기는 투어 마지막 날인 2018년 1월 21일, 6월 8일부터 10일까지의 3일간에 걸친 닛산 스타디움에서의 SPECIAL EDITION 개최를 선언했다. 닛산 스타디움에서의 3회 연속 공연은 해외 아티스트는 물론 일본 아티스트 가운데서도 최초로 동방신기는 본 투어를 통해 통산 100만여명의 누적 관객을 기록하게 되었다.

## 투어 일정
| 일정             | 도시     | 장소                           | 관객 동원      |
| ---------------- | -------- | ------------------------------ | -------------- |
| 2017년 11월 11일 | 찰황     | 삿포로 돔                      | 40,000명       |
| 2017년 11월 25일 | 동경     | 도쿄 돔                        | 통산 165,000명 |
| 2017년 11월 26일 | 동경     | 도쿄 돔                        | 통산 165,000명 |
| 2017년 11월 27일 | 동경     | 도쿄 돔                        | 통산 165,000명 |
| 2017년 12월 2일  | 복강     | 미즈호 PayPay 돔 후쿠오카      | 통산 82,000명  |
| 2017년 12월 3일  | 복강     | 미즈호 PayPay 돔 후쿠오카      | 통산 82,000명  |
| 2017년 12월 20일 | 동경     | 도쿄 돔                        | 통산 110,000명 |
| 2017년 12월 21일 | 동경     | 도쿄 돔                        | 통산 110,000명 |
| 2017년 12월 26일 | 대판     | 쿄세라 돔 오사카               | 통산 135,000명 |
| 2017년 12월 27일 | 대판     | 쿄세라 돔 오사카               | 통산 135,000명 |
| 2017년 12월 28일 | 대판     | 쿄세라 돔 오사카               | 통산 135,000명 |
| 2018년 1월 12일  | 나고야시 | 반테린 돔 나고야               | 통산 125,000명 |
| 2018년 1월 13일  | 나고야시 | 반테린 돔 나고야               | 통산 125,000명 |
| 2018년 1월 14일  | 나고야시 | 반테린 돔 나고야               | 통산 125,000명 |
| 2018년 1월 19일  | 대판     | 쿄세라 돔 오사카               | 통산 135,000명 |
| 2018년 1월 20일  | 대판     | 쿄세라 돔 오사카               | 통산 135,000명 |
| 2018년 1월 21일  | 대판     | 쿄세라 돔 오사카               | 통산 135,000명 |
| 2018년 6월 8일   | 횡빈     | 닛산 스타디움(SPECIAL EDITION) | 통산 213,000명 |
| 2018년 6월 9일   | 횡빈     | 닛산 스타디움(SPECIAL EDITION) | 통산 213,000명 |
| 2018년 6월 10일  | 횡빈     | 닛산 스타디움(SPECIAL EDITION) | 통산 213,000명 |

## 세트 리스트
- Opening VCR -
- Reboot
- ANDROID
- Humanoids

- Ment -
- One More Thing
- Superstar
- Chandelier

- VCR #2 -
- B.U.T (BE-AU-TY)
- Spinning
- Survivor
- One And Only One

- VCR #3 -
- シアワセ色の花 (희망색의 꽃)
- 君のいない夜 (네가 없는 밤)삿포로 돔 한정
- STILL

- Ment -
- 逢いたくて逢いたくてたまらない (만나고 싶어서 견딜 수 없어)
- Duet -winter ver.-
- White

- VCR #4 -
- Catch Me -If you wanna-

- Band & Dancer Introduction-
- Easy Mind
- I Just Can't Quit Myself
- OCEAN
- Bolero
- Why? (Keep Your Head Down)

- Encore VCR -
- MAXIMUM
- Rising Sun

- Ment -
- ウィーアー！ (We Are!)
- Summer Dream
- Somebody To Love
- Begin ~Again Version~

- Ending -

- Opening VCR -
- Reboot
- ANDROID
- Humanoids

- Ment -
- One More Thing
- Superstar

- VCR #2 -
- B.U.T (BE-AU-TY)
- Spinning
- Survivor
- One And Only One

- VCR #3 -
- シアワセ色の花 (희망색의 꽃)
- Bolero

- Ment -
- Rat Tat Tat
- Duet
- 逢いたくて逢いたくてたまらない (만나고 싶어서 견딜 수 없어)

- VCR #4 -
- DROP (KR/유노윤호 Solo)
- Forever Love[8](최강창민 Solo)

- Band & Dancer Introduction -
- DIRT
- Purple Line
- Why? (Keep Your Head Down)

- Encore -
- Rising Sun

- Ment -
- Road
- ウィーアー！ (We Are!)
- OCEAN
- Sky
- Summer Dream
- Begin ~Again Version~
- Somebody To Love

- Ending -

## 특이사항 및 에피소드
- 2017년 11월 11일에 열린 삿포로 돔 공연에 평소 동방신기의 팬으로 알려져 있는 EXO의 시우민이 관람하였다.
- 당초 공연 실황 DVD 촬영일은 도쿄 돔에서의 마지막 일정인 2017년 12월 21일로 예정되어 있었으나 사내 후배 그룹 샤이니 멤버 종현의 부고로 인한 동방신기 본인들의 요청에 따라 돔 투어의 마지막 일정이자 WOWOW 프라임 채널에서의 생중계일이기도 한 2018년 1월 21일로 연기되었다. 이후 해당일 공연 실황은 동방신기의 정규 9집 〈TOMORROW〉의 비기스트반 DVD를 통해 27분 분량의 다이제스트로 수록되었다.
- 닛산 스타디움에서 악천후 속에 개최된 SPECIAL EDITION의 3일 차 앙코르 멘트 중 당초 32회로 예정되었던 전국 10개 지역을 순회하는 아레나 & 돔 투어 〈TOHOSHINKI LIVE TOUR 2018 ~TOMORROW~〉 개최를 선언하였다. 또한 해당일 공연 실황은 DVD 촬영과 동시에 WOWOW 프라임 채널을 통해 생중계되었다.

## 제작
- 동방신기 (유노윤호, 최강창민)
- 기획·제작 : 에이벡스 엔터테인먼트, SM 엔터테인먼트 재팬
- 협찬 : 세븐일레븐, WOWOW, LIVEDAM STADIUM, 제주항공
- 총감독 : SAM